# Deal Motor Vehicle Company

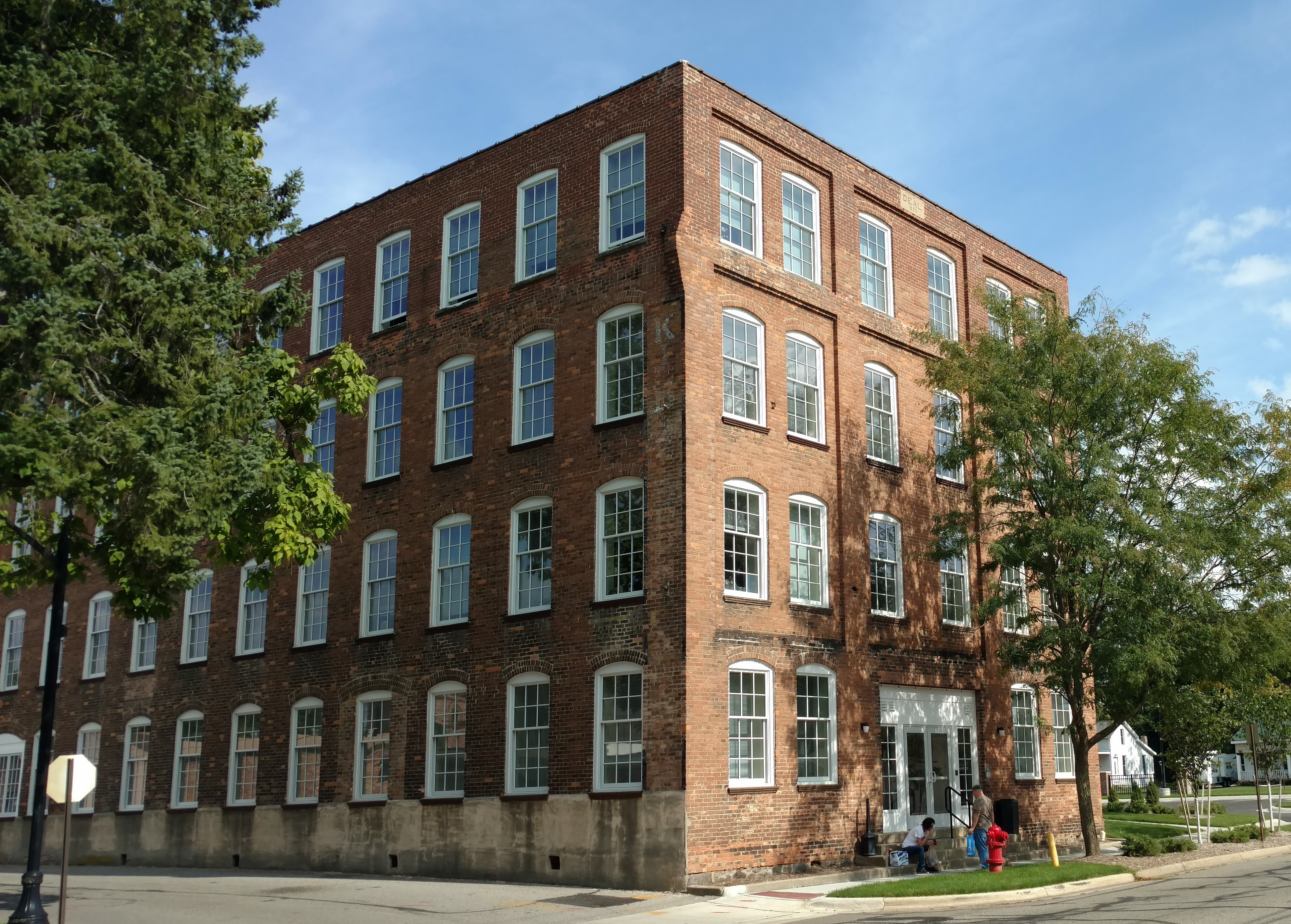
Das Fabrikgebäude entstand zwischen 1893 und 1909 und existiert noch.

Deal Motor Vehicle Company, vorher Deal Buggy Company und J. J. Deal & Son, war ein US-amerikanischer Hersteller von Fahrzeugen.

## Unternehmensgeschichte
Jacob J. Deal gründete 1865 in Jonesville in Michigan die Deal Buggy Company. Er stellte Kutschen und Schlitten her. 1891 kam es zur Umfirmierung in J. J. Deal & Son, als sein Sohn George Varnum Deal sein Partner wurde. Der Sohn stellte 1905 sein erstes Automobil her, dem bis 1907 einige weitere für örtliche Käufer gefolgt sein können. Erst 1908 mit der Änderung in Deal Motor Vehicle Company begann die Produktion von Automobilen im größeren Umfang. Der Markenname lautete Deal. George Deal starb Ende 1908, was sich negativ auf die Kraftfahrzeugproduktion auswirkte. Omar Dickerson, ein Verwandter, leitete nun das Unternehmen. 1911 endete die Kraftfahrzeugproduktion. 1913 verließ Dickerson das Unternehmen. Kutschen entstanden noch bis 1915.
Mindestens ein Fahrzeug existiert noch.

## Fahrzeuge
Alle Modelle hatten einen Vierzylindermotor mit 30 PS Leistung.
Von 1908 bis 1910 gab es das Model S. Der Radstand betrug 259 cm. Der Aufbau war ein offener Runabout mit vier Sitzen, aber ohne Türen. Das Fahrzeug hatte Vollgummireifen, aber in gewöhnlicher Größe, war also kein Highwheeler.
1911 wurde daraus das Model C. Das Fahrzeug war als viersitziger Surrey karosseriert.
Ebenfalls 1911 erschien das Model R. Das Fahrgestell war geringfügig verlängert worden und hatte 264 cm Radstand. Der offene Tourenwagen bot Platz für fünf Personen.

## Modellübersicht
| Jahr      | Modell  | Zylinder | Leistung (PS) | Radstand (cm) | Aufbau               |
| --------- | ------- | -------- | ------------- | ------------- | -------------------- |
| 1908–1910 | Model S | 4        | 30            | 259           | Runabout 4-sitzig    |
| 1911      | Model C | 4        | 30            | 259           | Surrey 4-sitzig      |
| 1911      | Model R | 4        | 30            | 264           | Tourenwagen 5-sitzig |